# 哈里斯·本·苏赖杰
哈里斯·本·苏赖杰（转写：al-Ḥārith ibn Surayj；？-746年），是倭马亚王朝的阿拉伯人将领。他最初在呼罗珊领兵作战，734年，他在呼罗珊和河中地区以纯洁宗教的旗号发起叛乱，得到当地阿拉伯驻军的支持，一直以来被阿拉伯穆斯林视为二等公民的波斯裔新改信者（马瓦里）也积极响应，甚至河中、吐火罗的许多小邦君主也加入他的阵营。但叛军两次攻打呼罗珊省会木鹿（梅尔夫）都不成功，最终于736年被总督阿萨德·本·阿卜杜拉·盖斯里镇压。哈里斯和他的一小部分支持者逃到吐火罗山中，后又投奔阿拉伯人的劲敌——突骑施可汗苏禄，后又陪同可汗于737年攻打阿拉伯人领地，但他们在喀里斯坦之战惨败，不久之后，突骑施的力量崩溃，哈里斯留在河中，依托当地粟特君主（昭武九姓）。接替阿萨德总督之位的奈斯尔·本·赛雅尔再次出兵攻打哈里斯，将他驱逐到法拉布（Farab，元称讹答剌）。但数年后，呼罗珊陷入部落内战，奈斯尔希望借用哈里斯在阿拉伯人中尚存的影响力来帮他对抗敌人，于是自哈里发处求得了对哈里斯的赦免。745年，哈里斯回到木鹿，但他却不愿与奈斯尔合作，自己组织了一支部队再次叛乱，与也门部落的叛军首领朱代·基尔马尼（Juday al-Kirmani）共同攻陷木鹿，但次年两股叛军内讧，哈里斯被杀。他的叛乱使倭马亚王朝在中亚的统治变得衰弱，间接为旨在推翻倭马亚政权的阿拔斯运动铺平了道路。

## 个人经历

### 早期生活，发起叛乱
哈里斯出身台米木部落，这一部落属于北部阿拉伯人的穆达尔部族联盟。他本人出生于巴士拉，父亲名叫苏赖杰（Surayj）。729年的伐地国之战之战中，他曾率阿拉伯骑兵勇敢冲锋，拯救了即将被突骑施军击败的阿拉伯军队，这也是他在史书中的第一件事迹。733年，他再次被提及，当时他在下吐火罗抗议呼罗珊总督朱奈德·本·阿卜杜拉赫曼·穆尔里（Al-Junayd ibn Abd al-Rahman al-Murri）征收该地粮食到木鹿的行为，因为吐火罗本身也遭遇了干旱和饥荒。朱奈德十分愤怒，鞭打了哈里斯，734年初，朱奈德去世，哈里斯正式发起叛乱。

8世纪的呼罗珊与河中

哈里斯公开的口号以伊斯兰教为基础，要求政府按“经文和圣行行事”，终结不公正的统治。据说哈里斯本人是伊斯兰教穆里吉特派的信徒，过着苦行僧一般的生活。学者迈尔·雅各·基斯特认为，他的心中有一种“使命感”，想要恢复“穆罕默德和正统哈里发时代的公正统治”。他的主张和当时的早期什叶派和哈瓦利吉派有许多相似之处，他们都反对倭马亚政权，都使用黑旗——穆罕默德的旗帜，甚至也要求由圣裔进行神权统治。哈里斯的叛乱有理想主义色彩，据记载，他的追随者甚至会在战斗中以道德和宗教来说服对方加入。
哈里斯还主张进行几项改革，其中最重要的是使非阿拉伯穆斯林（马瓦里）获得法律上的与阿拉伯人的平等地位，这一直都是他们的主要诉求，而且也符合伊斯兰教教义。哈里发欧麦尔二世（717-720年在位）时曾两次尝试进行这项改革，一次由阿萨德·本·阿卜杜拉·盖斯里主持，另一次由阿什雷斯·本·阿卜杜拉·苏莱米（Ashras ibn Abdallah al-Sulami）进行，但这项改革会减少财政收入（因为如果给马瓦里平等地位，他们就不必再缴吉兹亚），最终没能实行。728年，阿布·赛德·萨利赫·本·塔里夫（Abu al-Sayda Salih ibn Tarif）因而举兵叛乱，许多参加过此次叛乱的人这次也加入了哈里斯的阵营。哈里斯被视为争取“阿贾姆”（非阿拉伯人，尤指伊朗人）权利的斗士，这些人中不少都加入了他的阵营，也有许多对局势不满的阿拉伯人加入，如哈里斯自己出身的台米木部落和属也门诸部落的艾兹德部落的成员。731年的“隘路之战”中，阿拉伯军损失惨重，哈里发希沙姆（723-743年在位）为此派遣2万伊拉克士兵前往呼罗珊，同时命令原来的居住在木鹿的阿拉伯部队前往其他要点以防御突骑施，引起不满。除此之外，隘路之战的巨大伤亡、早期什叶派思想的传播都使得反倭马亚的情绪在呼罗珊的阿拉伯人中蔓延。
朱奈德死时，哈里斯正驻守在护时健的安德胡伊城——当时最偏远的阿拉伯驻军地之一。他闻讯后，宣布叛乱，得到了当地阿拉伯驻军的支持。朱奈德的继任者阿西姆·本·阿卜杜拉·希莱利（Asim ibn Abdallah al-Hilali）此时刚刚抵达木鹿，尝试安抚叛乱者，派信使到哈里斯那里，但后者不愿接见，直接囚禁了使者。叛乱很快在周围的乡村地区发展，哈里斯得以以4千人的部队进攻吐火罗的主要城市缚喝（巴尔赫），该城由奈斯尔·本·赛雅尔镇守，有1万驻军，但尽管奈斯尔本人并不支持叛乱，但不满情绪已在呼罗珊的军队中广为蔓延，他和他的部下几乎未做抵抗就撤走，既不支持哈里斯，也不支持阿西姆，缚喝被哈里斯轻松占领。不久之后，木鹿鲁兹的阿拉伯驻军加入了哈里斯的阵营，护时健、法里亚布和多勒健的自治君主（可能是嚈哒后裔）也率军加入，他们希望趁机恢复自己的独立，将阿拉伯人的势力赶回木鹿一带。
哈里斯接下来计划进攻木鹿，即使在这座省会中，也有不少同情哈里斯的人。但阿西姆以声称他将要放弃木鹿，退到西边的内沙布尔的方法，稍微稳定了呼罗珊部队的军心。他主要能依靠的是一向忠于倭马亚政权的盖斯部落成员，同时他也向叙利亚方面请求援军。不过哈里斯的部队中非阿拉伯人很多，看起来像是一支外国军队，引起了阿拉伯人上层的疑虑，使他们倒向阿西姆一边。塔巴里记载，哈里斯进军的路上，马瓦里们沿途不断加入，到达木鹿时，他的部队已增至6万。相比之下，阿西姆的军队数量少得多，而且军心不振，为劝诱他们出来作战，他被迫付给他们额外的军饷。他的军队在木鹿城外的扎尔格（Zarq）占据了运河后面的阵地，毁掉桥梁。哈里斯的军队来到后，试图修复桥梁，与此同时，超过2千阿拉伯人立即叛逃至阿西姆一边，他们显然是对哈里斯非阿拉伯人为主的军队怀有疑心。随后的战斗中，哈里斯军大败，许多士兵都淹死在运河里。失败后，大部分马瓦里和当地王公当即抛弃哈里斯，他只剩下3千忠诚的部下，迫使他与阿西姆谈和——后者的处境也不利，既然恐惧非阿拉伯人的因素已消失，他也无法指望得到阿拉伯部队的持续支持，最后，哈里斯退居安德胡伊。次年，他再次组织起队伍向木鹿进军，阿西姆无法说服呼罗珊驻军为他作战，只能依靠仅有1千人的来自叙利亚、贾兹拉的个人卫队。这一次哈里斯的军队也不多，因为他要在木鹿鲁兹留下驻军。两军随后在木鹿附近的丹丹甘（al-Dandanqan）交战，哈里斯再次战败，退回木鹿鲁兹。
取胜后，阿西姆的地位仍岌岌可危，他所能控制的只有木鹿和主要由盖斯部落驻守的内沙布尔一带。正如他在送给哈里发的信中所写的那样，作为一个叙利亚人，他很难说服呼罗珊驻军或是伊拉克军队与他们的同胞作战，他请求将呼罗珊省重新纳入伊拉克总督哈立德·盖斯里的管辖范围，同时派叙利亚军队前来镇压。这些要求得到允许，哈立德任命他的兄弟阿萨德·本·阿卜杜拉·盖斯里为呼罗珊总督，这也是他第二次上任呼罗珊总督。这一任命加上呼罗珊驻军施加的压力，迫使阿西姆与哈里斯达成和平协议，一些记载甚至说阿西姆承诺将和哈里斯一起向哈里发要求按“经文和圣行行事”，如果哈里发拒绝，那就用武力强迫。沙班（Shaban）不相信这种记载，布兰金希普认为这种说法可能可靠，但阿西姆的主要动机应该还是争取时间，等待阿萨德的到来。

### 第一次失败，投奔突骑施与流亡
阿萨德带着2万叙利亚大军上任总督，到达后立即与哈里斯开战，他首先赢得了各阿拉伯部落的支持，这源于他与当地部落领袖的良好个人关系，部落之间的敌对冲突也帮了他的忙：阿萨德属于南阿拉伯的也门诸部落系统，而哈里斯属于北部阿拉伯人的穆达尔部族系统，双方之间有着长期的仇恨，所以阿萨德可以号召哈里斯阵营中同属也门系统的部族叛变，比如赖比尔部落的大部分人就很快投奔阿萨德，这一部族既是也门部族的一支，也是哈里斯个人出身的台米木部落（属穆达尔部族）的传统死敌。阿萨德决定兵分两路进攻哈里斯，派阿卜杜拉赫曼·本·奈尤姆（Abd al-Rahman ibn Na'yum）率叙利亚士兵和库法士兵前往哈里斯主力所在的木鹿鲁兹，他本人则率巴士拉士兵和剩余的呼罗珊驻军前往进攻阿穆勒（Amul）和宰姆（Zamm）两个堡垒。阿穆勒的守军很快投降，并被赦免，缚喝很快也投降，哈里斯放弃木鹿鲁兹，赶在阿卜杜拉赫曼之前渡过乌浒水（阿姆河），在吐火罗小邦君主处避难。在这些邦君的帮助下，他得以围攻乌浒水的重要渡口呾蜜（一名呾满，今铁尔米兹），阿萨德的部队被阻挡而无法过河，撤回缚喝，不过呾蜜的驻军成功击退了因与骨咄王发生冲突而势力减弱的哈里斯，迫使他退到拔特山（今巴达赫尚）一带。阿萨德不久后承诺赦免宰姆的守军，并给予他们双倍报酬，使得他们献城投降，随后他对飒秣建（康国，撒马尔罕）发起远征，但没能攻下城市，该城自731年“隘路之战”后就不再受阿拉伯人控制。
736年，阿萨德率军清剿吐火罗山地中残余的哈里斯追随者，叛乱者中的许多人，包括哈里斯的一些亲属困守于塔布什汉城堡（Tabushkhan）中，阿萨德的部将朱代·基尔迈尼（Juday al-Kirmani）率6千士兵围攻该城，后守军投降。根据塔巴里的记载，守军中400人被处决，其余包括妇女和小孩在内的人都被卖为奴隶。哈里斯本人则再次逃脱。737年，阿萨德率军渡过乌浒水，进攻与哈里斯及突骑施可汗苏禄结盟的骨咄国。正当阿拉伯军在乡野中四处劫掠时，苏禄应骨咄王的求援而率军南下，阿拉伯军被迫快速撤回乌浒水以南，突骑施军紧随其后，当年10月1日，在 “辎重之战”中消灭了阿拉伯人的辎重车队，之后两军各自停止行动，准备过冬，就在此时，哈里斯离开藏身地，投奔苏禄。
哈里斯知道阿拉伯人会在冬天解散部队，分散到各营地过冬，于是劝苏禄利用这种时机继续进攻。苏禄采纳了这一方案，于12月初率3万大军南下，其军中不仅有突骑施人，中亚、上吐火罗小邦君主们几乎都派兵支援苏禄。突骑施大军绕过缚喝来到护时健，希望说服下吐火罗诸小邦加入他们的阵营，但出乎意料的是，护时健王选择支持阿萨德，阿萨德此时也已组织起一支部队，准备进攻苏禄。突骑施大军大部在各地分散劫掠以求过冬的草料，留在可汗身边的只有4千人，阿萨德成功地以优势兵力拦截了苏禄和哈里斯的卫队。两军就此交战，突骑施军大败，苏禄和哈里斯险些丧命，狼狈地逃回乌浒水以北，史称喀里斯坦之战。阿萨德的胜利使得穆斯林在中亚的统治免于崩溃，而分散的突骑施小部队大多被阿萨德的部将朱代·基尔迈尼（Juday al-Kirmani）消灭，结束了他们对呼罗珊的威胁，吐火罗小邦君主们也再次倒向阿拉伯人。苏禄的战败严重损害了他的声望，突骑施的内部矛盾爆发，738年初，他被莫贺达干杀害。突骑施陷入内战，很快衰微。阿萨德则于战后不久去世，738年7月，奈斯尔·本·赛雅尔接任呼罗珊总督。
史书没有记载哈里斯接下来两年的活动，可确定的是，他居住在赭石（石国，今塔什干），仍与突骑施保持联系。740或741年，稳定了内部局势的奈斯尔率军进军药杀水（锡尔河）中游，进攻赭石。这次进攻是奈斯尔收复河中旧领地计划的一部分，而吉布和基斯特则认为他的主要目标是驱逐哈里斯，以防他再次与突骑施或当地君主合作对抗阿拉伯人。在药杀水畔，赭石（石国）、突骑施和哈里斯追随者组成的联军挡住了阿拉伯军的去路，阿拉伯军击败其中的突骑施部队后，与赭石部队商议停战，条款规定，哈里斯及其追随者将被流放到法拉布（Farab，元称讹答剌）。

### 返回呼罗珊，第二次叛乱与死亡
奈斯尔的征战和税收改革稳固了阿拉伯人在呼罗珊和河中的统治，但整个体制仍然十分脆弱：小邦君主们为失去自治权感到不满，他们的人民也日益同化于阿拉伯征服者，于是他们遣使唐朝求援；同时阿拉伯人内部两大集团——穆达尔部族和也门诸部落之间的矛盾也越来越大，使阿拉伯人内部分裂。744年，倾向也门派的哈里发耶齐德三世上台后，呼罗珊的也门诸部落支持朱代·基尔迈尼（Juday al-Kirmani）为总督候选人，但他们的努力失败了，于是便起来叛乱。奈斯尔认为他有必要召回哈里斯，一方面，哈里斯的支持者与朱代为敌，另一方面，也消除了哈里斯召唤外敌入侵的潜在威胁。奈斯尔上报哈里发，哈里发下令赦免哈里斯和他的追随者，归还其财产，甚至还许诺要如哈里斯要求的那样，按“经文和圣行行事”。
745年7月初，哈里斯到达木鹿，但形势已发生变化：耶齐德三世已死，大规模内战在叙利亚爆发，奈斯尔虽然仍任总督，但其权威尽失。他为了确保官位，承认马尔万二世（744-750年在位）为哈里发，但他的部下大多不认可这一决定。于是哈里斯决定与奈斯尔保持距离：他拒绝了后者任命他为地区长官的提议，并把收到的礼物分发给追随者。他还公开谴责马尔万二世，于是3千名台米木部落成员（他的同胞）也加入了他的阵营，他的秘书杰赫姆·本·塞夫万也在各处寻求支持，很快，他对奈斯尔的威胁就超过了朱代。746年3月，奈斯尔与哈里斯的谈判破裂，于是他进攻哈里斯的支持者并获胜，杀死了杰赫姆。之后，哈里斯与朱代结盟，迫使奈斯尔放弃木鹿，逃到内沙布尔。两大叛军首领共同占据木鹿城，但不久后冲突爆发，哈里斯被杀，朱代成为木鹿城的主人。奈斯尔与朱代继续对峙，但此时效忠于阿拔斯家族的阿布·穆斯林利用呼罗珊的混乱起兵，开始了旨在推翻倭马亚王朝的阿拔斯运动，奈斯尔于是决定与朱代谈和，但谈判过程中，哈里斯的儿子借机刺杀了朱代，纷争又起。阿布·穆斯林逐渐取得优势，于748年初攻占木鹿，完成了阿拔斯王朝攻灭倭马亚王朝的第一步。

## 引用
1. ↑  Kister 1971，第223頁
2. 1 2  Hawting 2000，第86頁
3. 1 2 3 4 5 6 7 8 9 10 11  Kister 1971，第223-224頁
4. ↑  季羡林 2000，第96頁
5. ↑  Gibb 1923，第70頁
6. 1 2  Gibb 1923，第76頁
7. ↑  Blankinship 1994，第176頁
8. ↑  Sharon 1990，第28-31頁
9. ↑  Blankinship 1994，第176，332（note 57）頁
10. ↑  Hawting 2000，第80,85-86頁
11. ↑  Sharon 1990，第27-28頁
12. ↑  Sharon 1990，第31頁
13. ↑  Shaban 1979，第114-118頁
14. ↑  季羡林 2000，第126頁
15. ↑  Blankinship 1994，第177頁
16. ↑  Gibb 1923，第76-77頁
17. ↑  Shaban 1979，第118頁
18. ↑  季羡林 2000，第127頁
19. ↑  Shaban 1979，第118-119頁
20. ↑  Blankinship 1994，第177-178頁
21. 1 2  Shaban 1979，第119頁
22. 1 2  Blankinship 1994，第178頁
23. ↑  Shaban 1979，第119-121頁
24. 1 2  Blankinship 1994，第178-179頁
25. ↑  Shaban 1979，第120頁
26. ↑  Shaban 1979，第120-121頁
27. ↑  Blankinship 1994，第179–180頁.
28. ↑  Shaban 1979，第121頁.
29. ↑  季羡林 2000，第111頁
30. ↑  Blankinship 1994，第179-180頁
31. ↑  Gibb 1923，第77-78頁
32. ↑  Shaban 1979，第121-122頁
33. ↑  Blankinship 1994，第180頁
34. ↑  Blankinship 1994，第180-181頁
35. ↑  Gibb 1923，第81-83頁
36. ↑  Shaban 1979，第124頁
37. ↑  Blankinship 1994，第181-182頁
38. ↑  Gibb 1923，第83-84頁
39. ↑  Shaban 1979，第125-126頁
40. ↑  Hawting 2000，第87頁
41. ↑  Gibb 1923，第84-85頁
42. ↑  Blankinship 1994，第182頁
43. ↑  Blankinship 1994，第183-184頁
44. ↑  Gibb 1923，第90-91頁
45. ↑  Shaban 1979，第130頁
46. ↑  王治来 2010，第268-269頁
47. ↑  Gibb 1923，第92-93頁
48. ↑  Hawting 2000，第107頁
49. ↑  Hawting 2000，第107-108頁
50. ↑  Shaban 1979，第134-136頁
51. ↑  Sharon 1990，第42-45頁
52. ↑  Shaban 1979，第136頁
53. 1 2  Sharon 1990，第45頁
54. ↑  Hawting 2000，第108頁
55. ↑  Shaban 1979，第136-137頁
56. ↑  Sharon 1990，第45-46頁
57. ↑  Hawting 2000，第108-109，116-118頁
58. ↑  Shaban 1979，第137ff頁
59. ↑  Sharon 1990，第49ff頁